# Passerella Riegelmann
La passerella Riegelmann è una passerella lunga 4,3 km lungo la costa meridionale della penisola di Coney Island nel distretto di Brooklyn a New York. Inaugurata nel 1923, la passerella corre dalla 37esima Strada Ovest, al confine del quartiere di Sea Gate alla 15esima Strada di Brighton nel quartiere di Brighton Beach. È gestita dal New York City Departement of Parks and Recreation.
La passerella è composta principalmente da assi di legno di diversa larghezza e collega numerose attrazioni ed aree divertimento a Coney Island, quali l'Acquario di New York, il Luna Park, Il parco divertimenti Deno's Wonder Wheel e l'MCU Park. La passerella è ormai un'icona di Coney Island ed è spesso citata in opere artistiche, musica e film. È inoltre considerata una delle maggiori opere pubbliche mai realizzate a Brooklyn dopo il ponte e le è stato attribuito un impatto urbanistico pari a quello di Central Park.

## Storia
Dal XIX secolo, il lungomare di Coney Island fu spartito fra privati vari, i quali eressero delle barriere a limitare le proprie proprietà. Solo verso la fine degli anni 1890 si iniziò a discutere del progetto della passerella in modo da riunificare e rivitalizzare i territori. La passerella, progettata da Philip P. Farley, prende il nome dall'allora governatore del distretto di Brooklyn, Edward J. Riegelmann, che guidò i lavori di costruzione. La prima parte della passerella fu aperta al pubblico nel 1923, con ulteriori ampliamenti nel 1926 e nel 1941 e numerose riparazioni e modifiche nel corso del XX secolo. Dopo che la New York City Departement of Parks and Recreation cercò senza successo di riparare la passerella col cemento, la Commissione di New York City per la Preservazione dei Punti di Riferimento (New York City Landmarks Preservation Commission) l'ha dichiarata nel 2018 punto di riferimento della città.